# Tom Löwenthal
Thomas Henri Maria (Tom) Löwenthal (* 12. Januar 1954 in Amsterdam) ist ein niederländischer Komponist und Dirigent.

## Jugend
Löwenthal ist das fünfte von sieben Kindern aus einer musikalischen Arztfamilie in Amsterdam. Sein Großvater war Professor für Musiktheorie am Konservatorium von Amsterdam und Kirchenorganist. Die ersten Lektionen im Bereich der Musik erhielt er von Bernard Huijbers, der damals als Jesuit, Musiklehrer und Chorleiter am Ignatius College tätig war. Nach dem Abitur studierte Löwenthal Musik und Komposition am niederländischen Institut für Kirchenmusik (NIK).

## Kirchenmusik
Als Musikstudent mit Anfang Zwanzig begann Löwenthal bereits, Melodien für die Geistlichen Lieder von Huub Oosterhuis zu schreiben. Dies wurde für mehr als 30 Jahre ein fester Bestandteil seiner Arbeit, wobei er nicht nur Sätze für mehrstimmigen Chor, sondern auch für Orchester komponierte. Zu den CDs von Oosterhuis und Löwenthal gehören u. a. Die mij droeg, Missa Solemnis, Aanhef, Wees hier aanwezig und Voor uw aangezicht. Auch in deutscher Sprache gibt es CDs von übersetzten Liedern mit Texten von Oosterhuis und Musik Löwenthals (zusammen mit den anderen „Hauskomponisten“ Bernard Huijbers und Antoine Oomen). Auch schuf er Kompositionen zu Texten anderer Dichter und Dichterinnen und nahm mit verschiedenen Chören davon CDs auf. Löwenthal ist Leiter des Chores der Amsterdamer Studentenekklesia, die in Gottesdiensten nahezu ausschließlich Texte und Lieder von Oosterhuis verwendet. Er ist heute sowohl in den Niederlanden als auch in Deutschland bei Liedtagen zur Förderung dieses Repertoires aktiv.

## Ehrung
Im April 2007 gewann Löwenthal gemeinsam mit der Lyrikerin Margryt Poortstra den ersten Preis für das ökumenische Kirchenlied  Welkom.

## Musiktheaterwerke
Tom Löwenthal leitete außerhalb des kirchlichen Bereichs eine größere Zahl von Chören, vor allem in Amsterdam. In einigen Fällen dirigierte er seine eigenen Kompositionen, wie z. B. De wonderbaarlijke visvangst  und De kleine zeemeermin. Auch dirigierte er andere Werke des Musiktheaters wie im Jahr 1991 das Amsterdamer Mysterienspiel von Mohamed el-Fers und im Jahr 2006 die Oper Mahagonny von Bertolt Brecht und Kurt Weill. 2008 trug ihm dann Joop van den Ende die musikalische Leitung des Musicals Sunset Boulevard von Andrew Lloyd Webber am Koninklijk Theater Carr an. Die Zusammenarbeit wurde allerdings schon nach kurzer Zeit abgebrochen. Im Jahr 2014 komponierte er die Oper Ben je thuis voor het donker (Libretto und Regie der Uraufführung: Erik Karel de Vries) und hatte bei der Uraufführung in Nijmegen auch die musikalische Leitung. Es handelte sich um ein Auftragswerk anlässlich des 70. Jahrestages des Bombardements von Nijmegen im Zweiten Weltkrieg.

## Lehrgedichte
Außer liturgischem Liedgut hat Huub Oosterhuis in den letzten fünfundzwanzig Jahren auch einige Lehrgedichte geschrieben, die für den Gebrauch außerhalb des kirchlichen Raums bestimmt sind. Löwenthal komponierte dazu die Musik für Solisten, mehrstimmigen Chor und Orchester: Het Lied van de Aarde (1989), Het Lied van de Eeuw (1999), Het Lied van de Woorden (2007, deutsche Erstaufführung 2004) und Iemand Meer (für den Internationalen Hospiz- und Palliative-Care-Tag 2007).
Am 1. November 2009 hatte seine Komposition der Oosterhuisschen sechzehnteiligen Totenvesper (für Solisten, Chor, Klavier, Orgel und Cello) Premiere.

## Privates
Löwenthal ist Vater von zwei Kindern, ein Sohn (geboren 1998) und eine Tochter (geboren 2007). Er war mit der Pastorin Petra Kerssies aus Wadenoijen verheiratet. Sie starb am 17. Oktober 2011 bei einem Verkehrsunfall. Sein jüngster Bruder Luc Löwenthal dirigiert und komponiert ebenfalls.